# Marquès de Norpois
El marquès de Norpois és un diplomàtic, personatge d'A la recerca del temps perdut, de Marcel Proust. És un dels portaveus del sainte-beuvisme en aquesta novel·la.
Té obertes les portes de l'Acadèmia, no té en particular estima la literatura, però jutja no obstant això que aquesta carrera és la que convindria al narrador, a qui es proposa de posar en contacte amb un jove autor. Menysprea lleugerament Bergotte. Per altra banda, el seu amor amb madame de Villeparisis tindrà un final feliç, cosa estranya a la Recerca.
Norpois és un fi coneixedor dels codis de la diplomàcia. No només sap usar els girs periodístics a l'ús, sinó que també sap comunicar per al·lusió en el moment de les negociacions diplomàtiques. Proust distingeix aquest art fet de tacte i d'usos prefixats, de l'art de l'escriptor, l'esforç del qual per dir la seva pròpia veritat l'obliga a trobar fórmules inèdites.

## Intèrpret en adaptació cinematogràfica
- Roland Copé a A la recerca del temps perdut de Nina Companeez (2011)